# キャリパーブレーキ

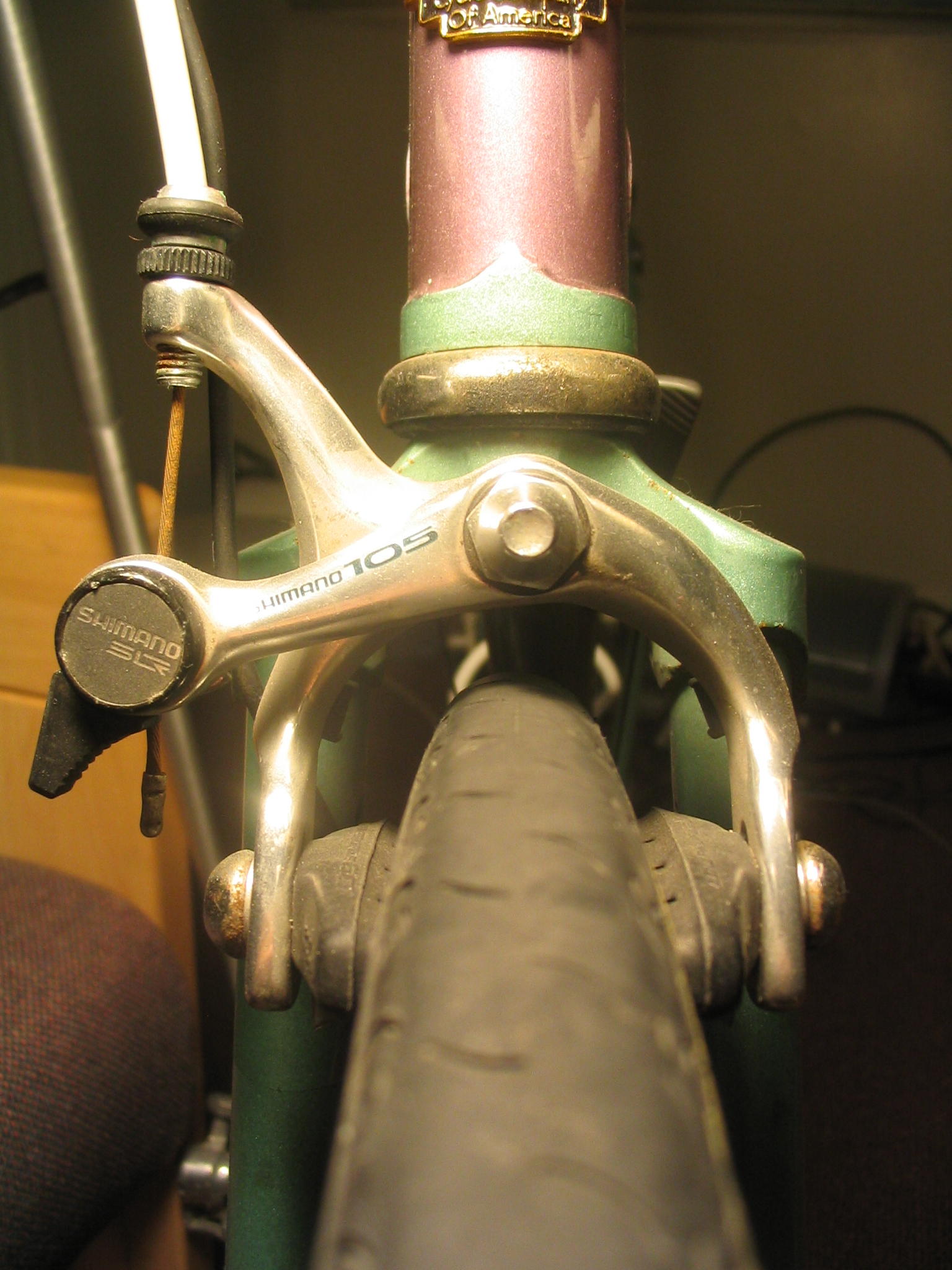
シングルピボット・キャリパー（シマノ105〈BR-1050〉)

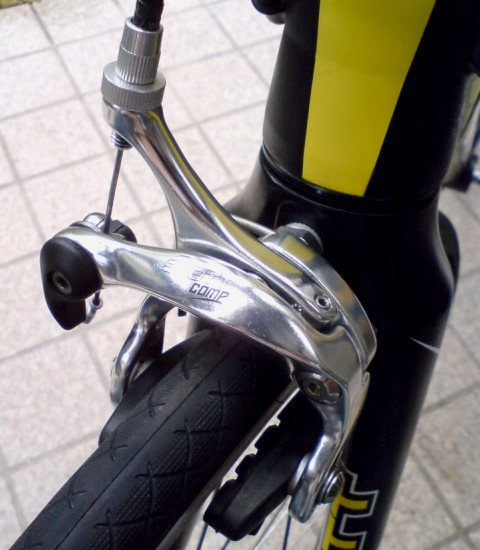
ダブルピボット・キャリパー

キャリパーブレーキ (caliper brake) とは自転車用ブレーキの一形式である。
主にロードバイクとシティサイクルに用いられ、後者では前輪のみがこの形式であることが多い。

## 概要
ロッド式リムブレーキの後に開発されたブレーキで、誕生は1900年代まで遡り、当初は安全型自転車の前輪用ブレーキとして開発された。現在一般に広く販売されている自転車用ブレーキの中では最も古い歴史を持つ。
「キャリパー」の名の由来は、機械工作用の計測器の一種である「キャリパース (calipers)」に似ていることから来ており、特に「外パス」と呼ばれるタイプに類似している。

## 基本構造
左右の独立したブレーキアーチが、交差する形で軸に固定されており、それぞれのアーチから伸びるアームの間隔を引き絞ることで、アーチの下端に取り付けられた一対のブレーキシューの間隔が縮まり、車輪のリムを挟むようになっている。
アームを引き絞る手段として主にブレーキワイヤーが用いられ、特に現在主流となっているサイドプル方式（後述）においてはワイヤー以外に余計な部品を必要としない利点があり、またワイヤーとの組み合わせでなければシステムが成立しないこともあって、このブレーキの普及はワイヤー式ブレーキの普及と軌を一つにした。
同一の製品の中でも、前輪用と後輪用とで詳細が少し異なる。一部の例外を除いて、前輪用はフロントフォークのフォーククラウンに、後輪用は左右のシートステイを結ぶブリッジ上に空けられた穴を貫通する形でねじ止めされるが、両者は厚みが異なるため、貫通ボルトの長さが異なる。また、通常は前輪用と後輪用とで車輪の回転方向に対するブレーキ本体の取り付け方向が逆になるため、ブレーキシューに方向性がある場合は、その取り付け方向が本体に対して前後で逆になる。

## 種類
構造によってサイドプルとセンタープルに大別され、サイドプルはシングルピボットとダブルピボットにわけられるため、全体として3種類に区分される。また、各種類ともに、用途によってサイズのことなる物があり、サイドプルには左引きと右引きがある。

### サイドプル・キャリパーブレーキ

#### シングルピボット
サイドプルの基本的な形態である。1970年代から1980年代にかけて、ロードレース用のブレーキといえばこのタイプであった。現在では主にシティサイクル等の前輪ブレーキとして使われ、安価な自転車用のブレーキとされるが、ダブルピボットよりも軽量なために、例外的にレース用の高級なシングルピボットも少数ながら残っている。
制動力がダブルピボットに比べると弱く、左右のブレーキアーチとブレーキ本体がまとめて一本のボルトで固定されているので、動作のバランスにやや難がある。安価なものだとバランスの悪さから片効き状態になりやすい傾向がある。品質の高い製品ならば、適切な整備によって片効き解消は可能であり、必ず片効きが起こるわけではない。

#### ダブルピボット
デュアルピボット (dual pivot caliper brake) とも呼ばれる。現在スポーツサイクルの分野では「キャリパーブレーキ」と呼ばれるものはこのタイプを指す事が多い。古くから発明はされていたものの、シングルピボットよりも複雑な構造のために、精密な加工技術を用いなければ不具合を生じやすく、その存在は長い間忘れ去られていた。その後、1980年代にシマノ社が現代の技術で蘇らせて普及させた。以来、ロードレース用のブレーキにおいてはこの形式が主流となった。近年、高品質なシティサイクルや、電動アシスト自転車にも採用が広がっている。
シングルピボットと基本的な原理は同じだが、決定的な違いは、左右のブレーキアーチの作動軸が独立している事である。これにより、てこの比率が大きくなることで、軽い操作力で十分な制動力が得られるようになり、シングルピボットで起こりやすかった片効きも少なくなった。制動力はロードバイクには過不足無い程度あり、調整も比較的容易。

#### 左引きと右引き
ロードバイク用のサイドプルは、ワイヤーが繋がるアームが本体の向かって左に付き、シティサイクル用では右に付くものが多い。これはロードレースの盛んな欧州では前輪のブレーキを左手で操作するのに対し、日本では右手で操作するためである。日本国内で組み付けされるロードバイクの場合、ワイヤーの取り回しが少々不自然になるが、右手で前ブレーキを引くように取り付ける業者が多い。

### センタープル・キャリパーブレーキ
かつて1950年代から1960年代後期にかけて、ロードレース界を席巻したブレーキである。日本では1980年代までスポルティーフなどにも用いられていたもので、ダブルピボットで左右のブレーキアーチの中央をワイヤーで引っ張るタイプのものである。基本構造を同じくする派生型として、1980年代後期にマウンテンバイク用ブレーキとして開発され、現在はその発展型がBMXフリースタイルに使われている「Uブレーキ」がある。

## サイズによる細分
いずれのタイプにも、キャリパーアームの長さ（これを「リーチ」と呼ぶ）の異なる製品が存在する。ロードバイク用のものは剛性を確保するためにリーチが短く作られており、太いタイヤではブレーキアーチに干渉してしまう。このタイプは「ショートリーチ」と呼ばれている。スポルティーフなどで泥よけをつけたい場合や、シティサイクルなどで太いタイヤと組み合わせる為に、リーチの長い「ミディアムリーチ」、「ロングリーチ」のものもある。リーチの長いものは、同時に幅も広い場合が多い。